# Lacuna vincta
Lacuna vincta, trong tiếng Anh gọi là northern lacuna, wide lacuna, northern chink shell, hay banded chink shell, là một loài ốc biển, thuộc họ thân mềm chân bụng Littorinidae. Nó sống trong vùng gian triều và nước nông ở cả bắc Đại Tây Dương và bắc Thái Bình Dương. Đây là loài ăn thực vật, ăn cỏ biển và tảo silic.

## Mô tả
Vỏ Lacuna vincta hình nón, có năm-sáu vòng xoắn với chóp nhọn. Lỗ mở dài chừng một nửa độ cao vỏ hoặc hơn chút. Mặt ngoài vỏ màu nâu nhạt với lớp sừng ngoài bóng láng, mặt trong không có màu trắng. Chúng có thể lấy nắp để bịt lỗ mở. Chiều dài vỏ tốt đa ghi nhận được là 13 mm (0,5 in).

## Phân bố và môi trường sống
L. vincta phân bố trong vùng circumboreal, lan về xa tận vùng Đại Tây Dương quanh quần đảo Anh và Pháp, và bờ biển miền đông Hoa Kỳ. Ở miền đông bắc Thái Bình Dương, nó có mặt trong vùng biển từ Alaska tới California, dù ít khi xuất hiện trong vùng biển phía nam bang Washington. Nó hiện diện trong nơi ven bờ lắm đá sỏi, từ vùng gian triều đến chỗ sâu 40 m (130 ft). Tại quần đảo Anh, ấu trùng thích bám trên tảo nâu như Fucus serratus và Laminaria spp., trên tảo đỏ như Lomentaria articulata, và trên cỏ biển Zostera spp. Ở Đại Tây Dương, chúng bám trên tảo bẹ, Zostera spp. và Phyllospadix spp..